# Lista de comunas de Loiret
Lista das 334 comunas do departamento francês de Loiret.
- (AgglO) Communauté d'agglomération Orléans Val de Loire, criada em 2002
- (AME) Agglomération Montargoise et Rives du Loing, criada em 14 de dezembro, 2001
- (CC4V) Communauté de communes des Quatre Vallées (seat in Ferrières-en-Gâtinais), criada em 2002
- (CCB) Communauté de communes du Beaunois, criada em 2002
- (CCBG) Communauté de communes de Beauce et du Gâtinais
- (CCCB) Communauté de communes du canton de Briare, criada em 2002
- (CCCCL) Communauté de communes du canton de Châtillon-sur-Loire, criada em 2002
- (CCCL) Communauté de communes du canton de Lorris, criada em 2002
- (CCCOL) Communauté de communes du canton d'Ouzouer-sur-Loire, criada em 2002
- (CCF) Communauté de communes de la Forêt (seat in Loury), criada em 2002
- (CCG) Communauté de communes du Giennois (seat in Gien), criada em 2002
- (CCL) Communauté de communes des Loges (seat in Jargeau), criada em 2002
- (CCQR) Communauté de communes des Quatre Rivières (seat in Châtillon-Coligny), criada em 2002
- (CCVA) Communauté de communes du Val d'Ardoux (seat in Cléry-Saint-André), criada em 2002

| INSEE | Postal | Comuna                        |
| ----- | ------ | ----------------------------- |
| 45001 | 45230  | Adon                          |
| 45002 | 45230  | Aillant-sur-Milleron          |
| 45004 | 45200  | Amilly (AME)                  |
| 45005 | 45480  | Andonville                    |
| 45006 | 45160  | Ardon                         |
| 45008 | 45410  | Artenay                       |
| 45009 | 45170  | Aschères-le-Marché            |
| 45010 | 45300  | Ascoux                        |
| 45011 | 45170  | Attray                        |
| 45012 | 45300  | Audeville                     |
| 45013 | 45330  | Augerville-la-Rivière         |
| 45014 | 45390  | Aulnay-la-Rivière             |
| 45015 | 45480  | Autruy-sur-Juine              |
| 45016 | 45500  | Autry-le-Châtel               |
| 45017 | 45270  | Auvilliers-en-Gâtinais        |
| 45018 | 45340  | Auxy                          |
| 45019 | 45130  | Baccon                        |
| 45020 | 45130  | Bardon                        |
| 45021 | 45340  | Barville-en-Gâtinais          |
| 45022 | 45340  | Batilly-en-Gâtinais           |
| 45023 | 45420  | Batilly-en-Puisaye            |
| 45024 | 45130  | Baule                         |
| 45025 | 45480  | Bazoches-les-Gallerandes      |
| 45026 | 45210  | Bazoches-sur-le-Betz          |
| 45027 | 45270  | Beauchamps-sur-Huillard       |
| 45028 | 45190  | Beaugency                     |
| 45029 | 45630  | Beaulieu-sur-Loire            |
| 45030 | 45340  | Beaune-la-Rolande             |
| 45031 | 45270  | Bellegarde                    |
| 45032 | 45210  | Bignon-Mirabeau (CC4V)        |
| 45033 | 45390  | Boësse                        |
| 45034 | 45760  | Boigny-sur-Bionne (AgglO)     |
| 45035 | 45340  | Boiscommun                    |
| 45036 | 45290  | Boismorand                    |
| 45037 | 45480  | Boisseaux                     |
| 45038 | 45300  | Bondaroy                      |
| 45039 | 45460  | Bonnée                        |
| 45040 | 45420  | Bonny-sur-Loire               |
| 45041 | 45340  | Bordeaux-en-Gâtinais          |
| 45042 | 45460  | Les Bordes                    |
| 45043 | 45430  | Bou (AgglO)                   |
| 45044 | 45170  | Bougy-lez-Neuville            |
| 45045 | 45300  | Bouilly-en-Gâtinais           |
| 45046 | 45140  | Boulay-les-Barres             |
| 45047 | 45300  | Bouzonville-aux-Bois          |
| 45049 | 45460  | Bouzy-la-Forêt                |
| 45050 | 45300  | Boynes                        |
| 45051 | 45460  | Bray-en-Val                   |
| 45052 | 45250  | Breteau                       |
| 45053 | 45250  | Briare                        |
| 45054 | 45390  | Briarres-sur-Essonne          |
| 45055 | 45310  | Bricy                         |
| 45056 | 45390  | Bromeilles                    |
| 45057 | 45330  | Labrosse                      |
| 45058 | 45410  | Bucy-le-Roi                   |
| 45059 | 45140  | Bucy-Saint-Liphard            |
| 45060 | 45230  | La Bussière                   |
| 45061 | 45120  | Cepoy (AME)                   |
| 45062 | 45520  | Cercottes                     |
| 45063 | 45620  | Cerdon                        |
| 45064 | 45360  | Cernoy-en-Berry               |
| 45065 | 45300  | Césarville-Dossainville       |
| 45066 | 45260  | Chailly-en-Gâtinais (CCCL)    |
| 45067 | 45380  | Chaingy                       |
| 45068 | 45120  | Châlette-sur-Loing (AME)      |
| 45069 | 45340  | Chambon-la-Forêt              |
| 45070 | 45420  | Champoulet                    |
| 45072 | 45400  | Chanteau (AgglO)              |
| 45073 | 45320  | Chantecoq                     |
| 45074 | 45310  | Chapelle-Onzerain             |
| 45075 | 45380  | Chapelle-Saint-Mesmin (AgglO) |
| 45076 | 45210  | Chapelle-Saint-Sépulcre       |
| 45077 | 45230  | Chapelle-sur-Aveyron          |
| 45078 | 45270  | Chapelon                      |
| 45079 | 45230  | Charme                        |
| 45080 | 45480  | Charmont-en-Beauce            |
| 45081 | 45130  | Charsonville                  |
| 45082 | 45110  | Châteauneuf-sur-Loire         |
| 45083 | 45220  | Château-Renard                |
| 45084 | 45260  | Châtenoy                      |
| 45085 | 45230  | Châtillon-Coligny             |
| 45086 | 45480  | Châtillon-le-Roi              |
| 45087 | 45360  | Châtillon-sur-Loire           |
| 45088 | 45480  | Chaussy                       |
| 45089 | 45430  | Chécy (AgglO)                 |
| 45091 | 45210  | Chevannes (CC4V)              |
| 45092 | 45700  | Chevillon-sur-Huillard        |
| 45093 | 45520  | Chevilly                      |
| 45094 | 45210  | Chevry-sous-le-Bignon (CC4V)  |
| 45095 | 45170  | Chilleurs-aux-Bois            |
| 45096 | 45290  | Choux                         |
| 45097 | 45220  | Chuelles                      |
| 45098 | 45370  | Cléry-Saint-André             |
| 45099 | 45310  | Coinces                       |
| 45100 | 45800  | Combleux (AgglO)              |
| 45101 | 45530  | Combreux                      |
| 45102 | 45700  | Conflans-sur-Loing            |
| 45103 | 45490  | Corbeilles (CC4V)             |
| 45104 | 45120  | Corquilleroy (AME)            |
| 45105 | 45700  | Cortrat                       |
| 45106 | 45330  | Coudray                       |
| 45107 | 45260  | Coudroy (CCCL)                |
| 45108 | 45720  | Coullons                      |
| 45109 | 45130  | Coulmiers                     |
| 45110 | 45300  | Courcelles                    |
| 45111 | 45300  | Courcy-aux-Loges              |
| 45112 | 45260  | Cour-Marigny (CCCL)           |
| 45113 | 45320  | Courtemaux                    |
| 45114 | 45490  | Courtempierre (CC4V)          |
| 45115 | 45320  | Courtenay                     |
| 45116 | 45190  | Cravant                       |
| 45118 | 45170  | Crottes-en-Pithiverais        |
| 45119 | 45300  | Dadonville                    |
| 45120 | 45420  | Dammarie-en-Puisaye           |
| 45121 | 45230  | Dammarie-sur-Loing            |
| 45122 | 45570  | Dampierre-en-Burly            |
| 45123 | 45150  | Darvoy                        |
| 45124 | 45390  | Desmonts                      |
| 45125 | 45390  | Dimancheville                 |
| 45126 | 45450  | Donnery                       |
| 45127 | 45680  | Dordives (CC4V)               |
| 45129 | 45220  | Douchy                        |
| 45130 | 45370  | Dry                           |
| 45131 | 45390  | Échilleuses                   |
| 45132 | 45340  | Égry                          |
| 45133 | 45300  | Engenville                    |
| 45134 | 45130  | Épieds-en-Beauce              |
| 45135 | 45480  | Erceville                     |
| 45136 | 45320  | Ervauville                    |
| 45137 | 45300  | Escrennes                     |
| 45138 | 45250  | Escrignelles                  |
| 45139 | 45300  | Estouy                        |
| 45141 | 45420  | Faverelles                    |
| 45142 | 45450  | Fay-aux-Loges                 |
| 45143 | 45230  | Feins-en-Gâtinais             |
| 45144 | 45150  | Férolles                      |
| 45145 | 45210  | Ferrières-en-Gâtinais (CC4V)  |
| 45146 | 45240  | Ferté-Saint-Aubin             |
| 45147 | 45400  | Fleury-les-Aubrais (AgglO)    |
| 45148 | 45210  | Fontenay-sur-Loing (CC4V)     |
| 45149 | 45320  | Foucherolles                  |
| 45150 | 45270  | Fréville-du-Gâtinais          |
| 45151 | 45340  | Gaubertin                     |
| 45152 | 45310  | Gémigny                       |
| 45153 | 45110  | Germigny-des-Prés             |
| 45154 | 45520  | Gidy                          |
| 45155 | 45500  | Gien                          |
| 45156 | 45120  | Girolles (CC4V)               |
| 45157 | 45300  | Givraines                     |
| 45158 | 45490  | Gondreville (CC4V)            |
| 45159 | 45390  | Grangermont                   |
| 45160 | 45480  | Greneville-en-Beauce          |
| 45161 | 45210  | Griselles (CC4V)              |
| 45162 | 45300  | Guigneville                   |
| 45164 | 45600  | Guilly                        |
| 45165 | 45220  | Gy-les-Nonains                |
| 45166 | 45520  | Huêtre                        |
| 45167 | 45130  | Huisseau-sur-Mauves           |
| 45168 | 45450  | Ingrannes                     |
| 45169 | 45140  | Ingré (AgglO)                 |
| 45170 | 45300  | Intville-la-Guétard           |
| 45171 | 45620  | Isdes                         |
| 45173 | 45150  | Jargeau                       |
| 45174 | 45480  | Jouy-en-Pithiverais           |
| 45175 | 45370  | Jouy-le-Potier                |
| 45176 | 45340  | Juranville                    |
| 45177 | 45300  | Laas                          |
| 45057 | 45330  | Labrosse (1)                  |
| 45178 | 45270  | Ladon                         |

| INSEE | Postal | Comuna                             |
| ----- | ------ | ---------------------------------- |
| 45179 | 45740  | Lailly-en-Val                      |
| 45180 | 45290  | Langesse                           |
| 45181 | 45480  | Léouville                          |
| 45182 | 45240  | Ligny-le-Ribault                   |
| 45183 | 45410  | Lion-en-Beauce                     |
| 45184 | 45600  | Lion-en-Sullias                    |
| 45185 | 45700  | Lombreuil                          |
| 45186 | 45490  | Lorcy                              |
| 45187 | 45260  | Lorris (CCCL)                      |
| 45188 | 45470  | Loury                              |
| 45189 | 45210  | Louzouer                           |
| 45190 | 45330  | Mainvilliers                       |
| 45191 | 45330  | Malesherbes                        |
| 45192 | 45300  | Manchecourt                        |
| 45193 | 45240  | Marcilly-en-Villette               |
| 45194 | 45430  | Mardié (AgglO)                     |
| 45195 | 45300  | Mareau-aux-Bois                    |
| 45196 | 45370  | Mareau-aux-Prés                    |
| 45197 | 45760  | Marigny-les-Usages (AgglO)         |
| 45198 | 45300  | Marsainvilliers                    |
| 45199 | 45220  | Melleroy                           |
| 45200 | 45240  | Ménestreau-en-Villette             |
| 45201 | 45210  | Mérinville                         |
| 45202 | 45190  | Messas                             |
| 45203 | 45130  | Meung-sur-Loire                    |
| 45205 | 45270  | Mézières-en-Gâtinais               |
| 45204 | 45370  | Mézières-lez-Cléry                 |
| 45206 | 45490  | Mignères (CC4V)                    |
| 45207 | 45490  | Mignerette (CC4V)                  |
| 45208 | 45200  | Montargis (AME)                    |
| 45209 | 45340  | Montbarrois                        |
| 45210 | 45230  | Montbouy                           |
| 45211 | 45220  | Montcorbon                         |
| 45212 | 45700  | Montcresson                        |
| 45213 | 45260  | Montereau                          |
| 45214 | 45170  | Montigny                           |
| 45215 | 45340  | Montliard                          |
| 45216 | 45700  | Mormant-sur-Vernisson              |
| 45217 | 45300  | Morville-en-Beauce                 |
| 45218 | 45290  | Moulinet-sur-Solin                 |
| 45219 | 45270  | Moulon                             |
| 45220 | 45340  | Nancray-sur-Rimarde                |
| 45221 | 45330  | Nangeville                         |
| 45222 | 45210  | Nargis (CC4V)                      |
| 45223 | 45270  | Nesploy                            |
| 45224 | 45170  | Neuville-aux-Bois                  |
| 45225 | 45390  | Neuville-sur-Essonne               |
| 45226 | 45510  | Neuvy-en-Sullias                   |
| 45227 | 45500  | Nevoy                              |
| 45228 | 45340  | Nibelle                            |
| 45229 | 45290  | Nogent-sur-Vernisson               |
| 45230 | 45260  | Noyers (CCCL)                      |
| 45231 | 45170  | Oison                              |
| 45232 | 45160  | Olivet (AgglO)                     |
| 45233 | 45390  | Ondreville-sur-Essonne             |
| 45234 | 45000  | Orléans (AgglO)                    |
| 45235 | 45140  | Ormes (AgglO)                      |
| 45236 | 45330  | Orveau-Bellesauve                  |
| 45237 | 45390  | Orville                            |
| 45238 | 45250  | Ousson-sur-Loire                   |
| 45239 | 45290  | Oussoy-en-Gâtinais (CCCL)          |
| 45240 | 45480  | Outarville                         |
| 45241 | 45150  | Ouvrouer-les-Champs                |
| 45242 | 45290  | Ouzouer-des-Champs (CCCL)          |
| 45243 | 45270  | Ouzouer-sous-Bellegarde            |
| 45244 | 45570  | Ouzouer-sur-Loire                  |
| 45245 | 45250  | Ouzouer-sur-Trézée                 |
| 45246 | 45300  | Pannecières                        |
| 45247 | 45700  | Pannes (AME)                       |
| 45248 | 45310  | Patay                              |
| 45249 | 45200  | Paucourt (AME)                     |
| 45250 | 45210  | Pers-en-Gâtinais                   |
| 45251 | 45360  | Pierrefitte-ès-Bois                |
| 45252 | 45300  | Pithiviers                         |
| 45253 | 45300  | Pithiviers-le-Vieil                |
| 45254 | 45500  | Poilly-lez-Gien                    |
| 45255 | 45490  | Préfontaines (CC4V)                |
| 45256 | 45260  | Presnoy (CCCL)                     |
| 45257 | 45290  | Pressigny-les-Pins                 |
| 45258 | 45390  | Puiseaux                           |
| 45259 | 45270  | Quiers-sur-Bézonde                 |
| 45260 | 45300  | Ramoulu                            |
| 45261 | 45470  | Rebréchien                         |
| 45265 | 45210  | Rozoy-le-Vieil                     |
| 45262 | 45310  | Rouvray-Sainte-Croix               |
| 45263 | 45300  | Rouvres-Saint-Jean                 |
| 45264 | 45130  | Rozières-en-Beauce                 |
| 45266 | 45410  | Ruan                               |
| 45267 | 45460  | Saint-Aignan-des-Gués              |
| 45268 | 45600  | Saint-Aignan-le-Jaillard           |
| 45269 | 45130  | Saint-Ay                           |
| 45270 | 45730  | Saint-Benoît-sur-Loire             |
| 45271 | 45500  | Saint-Brisson-sur-Loire            |
| 45272 | 45590  | Saint-Cyr-en-Val (AgglO)           |
| 45273 | 45550  | Saint-Denis-de-l'Hôtel             |
| 45274 | 45560  | Saint-Denis-en-Val (AgglO)         |
| 45278 | 45230  | Sainte-Geneviève-des-Bois          |
| 45275 | 45220  | Saint-Firmin-des-Bois              |
| 45276 | 45360  | Saint-Firmin-sur-Loire             |
| 45277 | 45600  | Saint-Florent                      |
| 45279 | 45220  | Saint-Germain-des-Prés             |
| 45280 | 45500  | Saint-Gondon                       |
| 45281 | 45320  | Saint-Hilaire-les-Andrésis         |
| 45282 | 45160  | Saint-Hilaire-Saint-Mesmin (AgglO) |
| 45283 | 45700  | Saint-Hilaire-sur-Puiseaux (CCCL)  |
| 45284 | 45800  | Saint-Jean-de-Braye (AgglO)        |
| 45285 | 45140  | Saint-Jean-de-la-Ruelle (AgglO)    |
| 45286 | 45650  | Saint-Jean-le-Blanc (AgglO)        |
| 45287 | 45210  | Saint-Loup-de-Gonois               |
| 45288 | 45340  | Saint-Loup-des-Vignes              |
| 45289 | 45170  | Saint-Lyé-la-Forêt                 |
| 45290 | 45110  | Saint-Martin-d'Abbat               |
| 45291 | 45500  | Saint-Martin-sur-Ocre              |
| 45292 | 45230  | Saint-Maurice-sur-Aveyron          |
| 45293 | 45700  | Saint-Maurice-sur-Fessard          |
| 45294 | 45340  | Saint-Michel                       |
| 45296 | 45310  | Saint-Péravy-la-Colombe            |
| 45297 | 45600  | Saint-Père-sur-Loire               |
| 45298 | 45750  | Saint-Pryvé-Saint-Mesmin (AgglO)   |
| 45299 | 45310  | Saint-Sigismond                    |
| 45300 | 45640  | Sandillon                          |
| 45301 | 45170  | Santeau                            |
| 45302 | 45770  | Saran (AgglO)                      |
| 45303 | 45490  | Sceaux-du-Gâtinais (CC4V)          |
| 45305 | 45530  | Seichebrières                      |
| 45306 | 45210  | Selle-en-Hermoy                    |
| 45307 | 45210  | Selle-sur-le-Bied                  |
| 45308 | 45400  | Semoy (AgglO)                      |
| 45309 | 45240  | Sennely                            |
| 45310 | 45300  | Sermaises                          |
| 45311 | 45110  | Sigloy                             |
| 45312 | 45700  | Solterre                           |
| 45313 | 45410  | Sougy                              |
| 45314 | 45450  | Sully-la-Chapelle                  |
| 45315 | 45600  | Sully-sur-Loire                    |
| 45316 | 45530  | Sury-aux-Bois                      |
| 45317 | 45190  | Tavers                             |
| 45320 | 45300  | Thignonville                       |
| 45321 | 45260  | Thimory (CCCL)                     |
| 45322 | 45210  | Thorailles                         |
| 45323 | 45420  | Thou                               |
| 45324 | 45510  | Tigy                               |
| 45325 | 45170  | Tivernon                           |
| 45326 | 45310  | Tournoisis                         |
| 45327 | 45470  | Traînou                            |
| 45328 | 45490  | Treilles-en-Gâtinais (CC4V)        |
| 45329 | 45220  | Triguères                          |
| 45330 | 45410  | Trinay                             |
| 45331 | 45510  | Vannes-sur-Cosson                  |
| 45332 | 45290  | Varennes-Changy (CCCL)             |
| 45333 | 45760  | Vennecy                            |
| 45334 | 45260  | Vieilles-Maisons-sur-Joudry (CCCL) |
| 45335 | 45510  | Vienne-en-Val                      |
| 45336 | 45600  | Viglain                            |
| 45337 | 45310  | Villamblain                        |
| 45338 | 45700  | Villemandeur (AME)                 |
| 45339 | 45270  | Villemoutiers                      |
| 45340 | 45600  | Villemurlin                        |
| 45341 | 45310  | Villeneuve-sur-Conie               |
| 45342 | 45170  | Villereau                          |
| 45343 | 45700  | Villevoques                        |
| 45344 | 45190  | Villorceau                         |
| 45345 | 45700  | Vimory                             |
| 45346 | 45530  | Vitry-aux-Loges                    |
| 45347 | 45300  | Vrigny                             |
| 45348 | 45300  | Yèvre-la-Ville                     |